# Gesztenyebarna réce
A gesztenyebarna réce (Anas castanea) a madarak osztályának lúdalakúak (Anseriformes) rendjébe és a récefélék (Anatidae) családjába tartozó faj.

## Rendszerezése
A fajt Thomas Campbell Eyton angol ornitológus írta le 1838-ban, a Mareca nembe Mareca castanea néven.

## Előfordulása
Ausztrália és Tasmania területén honos. Természetes élőhelyei a szubtrópusi vagy trópusi mangroveerdők, tengerpartok, nyílt édesvizű tavak, tározók, de megtalálható magas sótartalmú vizek környékén is, mivel az egyike azon fajoknak, amelyek bírják a magas sótartalmú vizeket. Állandó, nem vonuló faj.

## Megjelenése
Testhossza 35–46 centiméter, a hím testtömege 562–816 gramm, a tojóé 505–766 gramm. Kis fajta kacsa, magas homlokkal és kerek fejjel. A hímnek jellegzetes zöld tarkója van, fekete arca és torka, mellkasa és hasa gesztenyebarna színű, felső teste sötétbarna. A tojó tollazata fehér és barna foltos, torka világosbarna. Mindkét nemnél a szem piros, a csőr kék és a lábak zöldeskék színűek.
|  |  |

## Életmódja
Magokkal és a rovarokkal táplálkozik, de puhatestűeket és rákokat is keresgél a part menti élőhelyeken.

## Szaporodása
Szaporodási ideje júliustól novemberig tart. Fészekalja 9-11 tojásból áll, melyen 28 napig kotlik. A fiókák kirepülési ideje még 56 nap.
|  |

## Természetvédelmi helyzete
Az elterjedési területe rendkívül nagy, egyedszáma pedig stabil. A Természetvédelmi Világszövetség Vörös listáján nem fenyegetett fajként szerepel.